# Plestiodon chinensis
Espèce
Synonymes
- Tiliqua chinensis Gray, 1838
- Eumeces chinensis chinensis (Gray, 1838)
- Plestiodon pulchrum Duméril & Bibron, 1839
- Eumeces chinensis pulcher (Duméril & Bibron, 1839)
- Eumeces chinensis formosensis Van Denburgh, 1912
- Eumeces chinensis daishanensis Mao, 1983
- Eumeces chinensis leucostictus Hikida, 1988

Plestiodon chinensis est une espèce de sauriens de la famille des Scincidae.

## Répartition
Cette espèce se rencontre :
- au Viêt Nam sur l'île de Bach Long Vi ;
- à Taïwan ;
- dans le sud de la République populaire de Chine.

## Liste des sous-espèces
Selon The Reptile Database (27 novembre 2012) :
- Plestiodon chinensis chinensis (Gray, 1838)
- Plestiodon chinensis daishanensis (Mao, 1983)
- Plestiodon chinensis formosensis (Van Denburgh, 1912)
- Plestiodon chinensis leucostictus (Hikida, 1988)
- Plestiodon chinensis pulcher Duméril & Bibron, 1839

## Étymologie
Son nom d'espèce, composé de chin et du suffixe latin -ensis, « qui vit dans, qui habite », lui a été donné en référence au lieu de sa découverte, la République populaire de Chine.

## Publications originales
- Duméril & Bibron, 1839 : Erpétologie Générale ou Histoire Naturelle Complète des Reptiles. vol. 5, Roret/Fain et Thunot, Paris, p. 1-871 (texte intégral).
- Gray, 1838 : Catalogue of the slender-tongued saurians, with descriptions of many new genera and species. Annals and Magazine of Natural History, sér. 1, vol. 1, p. 274-283, 388-394 (texte intégral).
- Hikida, 1988 : A new white subspecies of Eumeces chinensis (Scincidae: Lacertilia) from Lutao Island, Taiwan. Japanese Journal of Herpetology, vol. 12, no 3, p. 119.
- Mao, 1983 : A new Subspecies of Eumeces Chinensis (Gray) from Daishan County, Zhe Jiang. Acta herpetologica Sinica, vol. 2, no 3, p. 59-60 (texte intégral).
- Van Denburgh, 1912 : Concerning certain species of reptiles and amphibians from China, Japan, the Loo Choo Islands, and Formosa. Proceedings of the California Academy of Sciences, sér. 4, vol. 3, no 10, p. 187-258 (texte intégral).